# نيفين أشلي
نيفين أشلي (بالإنجليزية: Nevin Ashley)‏ هو لاعب كرة قاعدة أمريكي، ولد في 14 أغسطس 1984 في فينسينس في الولايات المتحدة.

## وصلات خارجية
- نيفين أشلي على موقع دوري كرة القاعدة الرئيسي (الإنجليزية)
- نيفين أشلي على موقعبيزبول رفرنس.كوم (الدوري الرئيسي) (الإنجليزية)
- نيفين أشلي على موقعبيزبول رفرنس.كوم (الدوري الثانوي) (الإنجليزية)
- نيفين أشلي على موقع إي إس بي إن.كوم (أم.أل.بي) (الإنجليزية)
- نيفين أشلي على موقع مشجعي الرسوم البيانية (الإنجليزية)